# Кабельная система обогрева
Кабельная система обогрева — система обогрева, преобразующая электроэнергию в тепло за счёт теплового действия тока в нагревательных элементах, выполненных в виде специальных кабелей.

## Применение
Кабельные системы обогрева находят широчайшее применение. Их преимуществами являются малые габаритные размеры кабеля и широкие возможности по передаче электроэнергии. Примерами применений являются:
- Тёплый пол. Кабель устанавливается под покрытием пола либо в нижележащий слой бетона, либо в специальную металлическую сборку. Такая система повышает комфортность помещения и может использоваться как самостоятельная система отопления.
- Подогрев твердеющего бетона. Твердение бетонной массы требует поддержания определённых температур, что может быть затруднительно в холодное время года. Возможно крепление нагревательного кабеля к арматуре будущего железобетонного изделия. В таком случае используется относительно дешёвый кабель с минимальной изоляцией, который затем так и остаётся в изделии.
- Обогрев зеркал. В помещениях с повышенной влажностью на более холодную поверхность зеркал выпадает конденсат, что затрудняет пользование зеркалами. Размещение кабельной системы обогрева за стеклом зеркала позволяет решить эту проблему.
- Защита труб от промерзания. Трубы, которым угрожает промерзание, предпочтительно заключать в теплоизоляцию, которая замедляет охлаждение трубы. В ряде случаев потери тепла столь сильны, что эффективнее не усиливать теплоизоляцию, а компенсировать потери подогревом. В таком случае нагревательный кабель укладывается вдоль трубы (возможно, навивается на неё), а затем они вместе с трубой заключаются в теплоизоляцию.
- Поддержание постоянной температуры технологических жидкостей и воды в пищевой, химической, нефтяной промышленности.
- Растапливание снега и льда. Обледенение лестниц, пандусов, кровель и водосточных труб можно устранить путём растапливания снега и льда и увода талой воды с обогреваемой поверхности. Для лестниц и пандусов кабель монтируется под их покрытие, для кровель — от свеса крыши до снегозадержания, внутри водосточных желобов, для водосточных труб — внутри труб по всей их длины и вплоть до ливневой канализации (если есть). Также обогреваются ендовы, места примыкания к «тёплым» стенам. Такая система используется в автоматическом режиме с применением метеостанции или термостата с датчиками температуры, она настраивается на обогрев в условиях, когда есть риск обледенения (температуры вблизи нуля по Цельсию — от -12 до +3).
- Кабельные системы широко используются при подпочвенном обогреве теплиц.

- Обогрев кровли при помощи термокабеля
- Резистивный кабель для обогрева труб
- Кабельная система Термомат для теплого пола
- Обогрев водостоков термокабелем

### Преимущества и недостатки
Преимущества
Главным преимуществом кабельных систем является относительно малое сечение кабелей, благодаря чему добавление таких систем мало увеличивает габариты конструкций, в которые они устанавливаются. Кроме того, энергия в такие системы подаётся также с помощью относительно тонких кабелей, которые легко монтируются, в результате их монтаж проще, чем систем на основе горячей воды. Потери энергии в таких системах значительно меньше, чем в системах с горячей водой, поскольку подводящие кабели выполняются с низким сопротивлением и потери на нагрев в них ничтожны, в то время как горячая вода более заметно охлаждается при передаче.
Недостатки
Слабым местом кабельных систем является электробезопасность. При их монтаже необходимо соблюдать серьёзные меры предосторожности и обеспечивать правильное подключение всех компонентов (включая заземление), правильную укладку и защиту кабелей от механических повреждений.
Также нагревательные кабели в ряде случаев могут перегреваться и выходить из строя или провоцировать пожар. Особенно этот недостаток присущ резистивным кабелям. Поэтому укладка кабеля должна обеспечивать ему достаточное охлаждение, предотвращать перехлёст отрезков кабеля, чтобы даже в крайних случаях перегрев был невозможен.  При установке и эксплуатации теплых полов необходимо исключить контакт электронагревательных секций с теплоизоляцией, поскольку это может привести к перегреву кабеля. Поверх теплоизоляции необходимо установить несгораемый слой, например, цементную стяжку толщиной 5-10 миллиметров, и гипсовую плиту либо металлическую фольгу такой же толщины. Системы на основе исправного саморегулирующегося кабеля лишены такого недостатка, поскольку в месте пересечения им не грозит зональный перегрев: их греющие элементы снижают выделяемую мощность и исключают угрозу перегрева. Однако нужно понимать, что саморегулирующийся кабель может иметь скрытые дефекты, изменяющие свойства его материалов, в результате полностью исключить угрозу перегрева невозможно и поэтому при укладке любого кабеля необходимо заботиться об охлаждении. Для сравнения, системы на основе горячей воды лишены такого недостатка, поскольку их трубопроводы не могут нагреваться выше температуры сетевой воды.

## Устройство
Система обогрева состоит из одного или нескольких отрезков нагревательного кабеля и, возможно, термостата и датчика температуры.

### Кабель
Различают резистивные и саморегулируемые кабели. Резистивный кабель представляет собой один или два тонких металлических спиралевидных проводника, заключённые в изоляцию. Такой кабель относительно дёшев, но выпускается отрезками с наперёд выбранными длиной и сопротивлением, поэтому его невозможно резать на произвольную длину. Однопроводный кабель подключается обоими концами. Для двухпроводных кабелей возможно подключение с одного конца, при этом на втором конце проводники соединяются накоротко и изолируются. Во многих случаях возможность подключения с одного конца обеспечивает преимущество, поскольку при этом требуется меньшая длина подводящих кабелей. Плюсом является низкая стоимость, отсутствие пусковых токов, постоянство мощности по времени. Резистивный кабель требует особого контроля за отсутствием соприкосновений двух греющих жил между собой, а также отсутствию препятствий для теплоотвода.
Развитием этой идеи является секционный (зональный) нагревательный кабель. Вдоль такого кабеля идут два проводника низкого сопротивления, а между ними с определённым шагом подключаются короткие отрезки спиралевидных нагревательных проводников. Такой кабель дороже и толще обычного двухпроводного, его можно свободно резать с определённым шагом, он подключается с одного конца. Недостатки — возможность локального перегрева кабеля, появление при монтаже холодных зон в начале и конце контура. Преимуществами являются невысокая стоимость, отсутствие пусковых токов, постоянство мощности по времени, более технологичный монтаж по сравнению с резистивным кабелем, высокая надёжность нагревательного контура, так как при повреждении или локальном перегреве и выхода одной или несколько греющих зон из строя у кабеля не работает только повреждённая зона.
Саморегулирующийся кабель позволяет выделять разное количество тепла на разных участках длины, без ухудшения потребительских свойств кабеля. Кабель не может нагреть себя до разрушения изоляции и возникновения электрической дуги или бытовые материалы до самовоспламенения, следовательно имеет очень низкую пожароопасность. Безопасность, простота монтажа и обслуживания определили нишу применения - это обогрев кровли, небольших площадок и трубопроводов до 500 метров длины. Конструкция кабеля представляет собой две металлические многопроволочные жилы, заключённые в специальный токопроводящий полимер (полупроводниковая матрица) изменяющий своё электрическое сопротивление в зависимости от температуры кабеля. Матрица при прохождении через неё электрического тока выделяет тепло. Кабели имеют экран из металлической сетки между внешней изоляцией и матрицей. Классифицируют такие кабели по двум показателям: первый показатель — мощность погонного метра кабеля при 10°С, второй показатель — мощность кабеля во льду или в воде (при обогреве кровли). Куски необходимой длины возможно нарезать по месту.
При использовании систем кабельного обогрева необходимо обеспечить защитное заземление, применить УЗО и уравнивание потенциалов.

### Управляющая аппаратура
Нагревательные кабели используются совместно с устройствами контроля температуры (термостаты, датчики, терморегуляторы и.т.д) , которые измеряют температуру воздуха в помещении, грунта или кровли (в зависимости от назначения системы) и отключают/включают кабель в зависимости от температуры.

## Примеры выбора мощности
Необходимая мощность для обогрева кровли в российских условиях составляет от 250 до 350 Вт/кв м.
Для обогрева водостоков и желобов необходимая мощность — от 30 до 60 Вт/м. 
Обогреваемая площадь свеса кровли у двухэтажного здания размером 10×10 м составляет примерно 28 м², длина желобов и водостоков — около 70 м, в этом случае потребляемая мощность составит примерно 6,5 кВт.
Выбор программируемого терморегулятора и правильная его настройка, позволит уменьшить потребляемую мощность до 50 %.